# Upsilon4 Eridani
Upsilon4 Eridani, (υ4 Eri, 41 Eridani), è un sistema stellare situato nella costellazione dell'Eridano. La sua magnitudine apparente è pari a +3,55 e dista 178 anni luce dal sistema solare.
La componente principale del sistema è in realtà una binaria spettroscopica con un periodo orbitale di circa 5 giorni. Altre due stelle si trovano visualmente vicine in cielo, anche se è dubbio che siano legate gravitazionalmente alle due componenti vicine. La principale è una stella di tipo spettrale B9V ed è anche designata come NSV 15947 per essere una sospetta variabile.